# ويليام ماي
ويليام ماي (بالإنجليزية: William May)‏ هو سياسي بريطاني (وحمل سابقاً جنسية المملكة المتحدة لبريطانيا العظمى وأيرلندا)، ولد في 8 أبريل 1909، وتوفي في 2 مارس 1962. انتخب عضو برلمان أيرلندا الشمالية.